# 점보제트
점보제트(영어: Jambojet)은 케냐의 저가 항공사로 케냐의 케냐 항공의 자회사에 해당된다. 본사는 케냐 나이로비에 위치해 있으며 2013년에 설립했다.

## 운항 노선
- 2019년 11월 기준으로 점보제트는 다음과 같이 운항하고 있다.

## 보유 기종
- 2019년 10월 기준으로 점보제트는 다음과 같이 보유하고있다.

### 퇴역 기종
- 보잉 737-300